# Torre del Senyor de la Vila
La Torre del Senyor de la Vila o torre de la casa palau del Senyoriu és un bé d'interès cultural que es troba a la població  valenciana de Serra, al carrer anomenat del Cantó de la Torre. Té la consideració de BIC per declaració genèrica, amb anotació ministerial de 27 d'agost de 2001. Va ser construïda al segle ix.

## Descripció
La torre es troba a l'interior del nucli urbà de Serra. Va formar part el sistema defensiu del terme com les torres de  Satarenya o de Nàquera,  Ria i el  castell. És de planta rectangular i els seus murs són de tàpia, es troba adossada a la casa palau, edifici conformat per murs de maçoneria. El perfil és lleugerament trapezoïdal, amb petits buits i merlets com acabaments. Les façanes es troben lliures d'elements decoratius.
Les reformes que ha patit la torre al llarg dels anys han variat considerablement la seva estructura original.